# Влада Николе Шаиновића
Влада Николе Шаиновића изабрана 10. фебруара 1993. године и трајала до 15. марта 1994. Владу је изабрао други сазив Народне скупштине Републике Србије. Ово је била мањинска влада уз подршку Српске радикалне странке.

## Састав Владе
| Ресор                                                                 | Слика | Име и презиме       | Странка | Детаљи |
| --------------------------------------------------------------------- | ----- | ------------------- | ------- | ------ |
| Председник Владе                                                      |       | Никола Шаиновић     | СПС     |        |
| Потпредседник                                                         |       | Зоран Аранђеловић   | СПС     |        |
| Потпредседник                                                         |       | Србољуб Васовић     | СПС     |        |
| Потпредседник                                                         |       | Драгослав Јовановић |         |        |
| Потпредседник Министар просвете                                       |       | Данило Ж. Марковић  | СПС     |        |
| Министар иностраних послова                                           |       | Владислав Јовановић |         |        |
| Министар унутрашњих послова                                           |       | Зоран Соколовић     | СПС     |        |
| Министар одбране                                                      |       | Марко Неговановић   | СПС     |        |
| Министар финансија                                                    |       | Славољуб Станић     |         |        |
| Министар за економске односе са иностранством                         |       | Радослав Митровић   |         |        |
| Министар правде                                                       |       | др Томислав Илић    |         |        |
| Министар пољопривреде, шумарства и водопривреде                       |       | Јан Кишгеци         | СПС     |        |
| Министар индустрије                                                   |       | Момир Павлићевић    |         |        |
| Министар рударства и енергетике                                       |       | Владимир Живановић  |         |        |
| Министар саобраћаја и веза                                            |       | Жарко Катић         | СПС     |        |
| Министар за урбанизам, стамбено—комуналне делатности и грађевинарство |       | Урош Бањанин        |         |        |
| Министар трговине и туризма                                           |       | Велимир Михајловић  |         |        |
| Министар за рад, борачка и социјална питања                           |       | др Јован Радић      | СПС     |        |
| Министар за науку и технологију                                       |       | Слободан Унковић    | СПС     |        |
| Министар културе                                                      |       | Ђоко Стојичић       |         |        |
| Министар за здравље                                                   |       | Милош Банићевић     | СПС     |        |
| Министар заштите животне средине                                      |       | др Павле Тодоровић  | СПС     |        |
| Министар за омладину и спорт                                          |       | Владимир Цветковић  | СПС     |        |
| Министар вера                                                         |       | Драган Драгојловић  | СПС     |        |
| Министар за везе са Србима ван Србије                                 |       | Богољуб Бјелица     | СПС     |        |
| Министар за информације                                               |       | Миливоје Павловић   |         |        |